# Ernst Fischer
Ernst Fischer, conocido también por los pseudónimos Peter Wieden y Pierre Vidal (Komotau, entonces en Austria, hoy en la parte bohemia de la República checa, actual Chomutov, 3 de julio de 1899 - Deutschfeistritz, Estiria, Austria, 31 de julio de 1972), fue un filósofo, político, escritor y periodista bohemio-checo de expresión alemana que vivió en Austria.

## Biografía
Hijo del oficial del ejército y profesor de matemáticas Josef Fischer y de Agnes von Planner, se educó en el Realgymnasium de Graz (1912 - 1918), de donde fue expulsado por escribir poemas obscenos. En la Universidad de Graz estudió Filosofía (1919 - 1920). Por entonces inclinado a la literatura, vivió la época de las vanguardias artísticas y elogió en especial el Expresionismo en varios artículos, mientras fue socialdemócrata (ingresó en el partido en 1920) e incluso editó el diario Arbeiterwille en Graz (1927-1934); pero en 1934 ingresó en el Partido Comunista de Austria (Kommunistischen Partei Österreichs o KPO) tras desilusionarse con la democracia cuando vio que no era capaz de resistir al Fascismo. Tras la anexión de Austria por Alemania, en 1938 emigró a la Unión Soviética y en Moscú pasó la Segunda Guerra Mundial como representante de Austria ante el Komintern; regresó a Viena en 1945 y fue ministro en el primer gobierno de posguerra de Renner (27 de abril de 1945 - 20 de diciembre de 1945) y de educación dos años en el gobierno tripartito siguiente (1945-1947). Luego siguió como diputado comunista hasta 1959, en que su partido perdió toda representación parlamentaria. Por entonces continuaba siendo todavía estalinista. Pero ya sus ideas estéticas en 1959 condenan la estética socialista según Stalin y en 1963 sus Elegías póstumas de Ovidio (1963) contienen ya una condena tácita pero clara de Stalin y en su artículo "Marxismo e ideología", aparecido en Rinascità, y luego en mayo de 1965 en Weg und Ziel, formula claramente esa condena, en un texto que pasa por ser uno de los pilares fundantes del Eurocomunismo. 
Casado con Lou Eisler-Fischer, continuó siendo una figura importante del comité central del KPÖ hasta 1969, cuando se opuso a la invasión rusa de Checoslovaquia y, tras recibir las críticas de Brézhnev y Cholokov en el Congreso del Partido Comunista Soviético, fue expulsado del partido. Murió el 31 de julio de 1972 en Deutschfeistritz, en Estiria, Austria.
Como escritor cultivó en especial la lírica y el teatro (en este último, por ejemplo, una condena estalinista del mariscal Josip Broz Tito en La gran traición, estrenada en 1950 el Teatro de la Scala en Viena); en cuanto filósofo, su pensamiento es de raíz marxista y teorizó en cuestiones de Estética, a la que hizo dos contribuciones destacadas: De la necesidad del arte (Von der Notwendigkeit der Kunst, Dresde: Verlag der Kunst, [1959]; hay edición accesible en Barcelona: Planeta-De Agostini, 1994 o Madrid: Península, 2011), donde intenta rehabilitar el arte moderno postergado por el realismo socialista de los ideólogos comunistas, y En busca de la realidad (1968).

## Obras

### Generales
- Krise der Jugend. Essay. Hess & Co, Wien/Leipzig 1931.
- Bajo el pseudónimo de P. Wieden, Der Arbeitermod von Kemerowo. Hartenstein, Leipzig 1932
- Bajo el pseudónimo de P. Wieden, Der Arbeitermord von Kemerowo. Die verbrecherische Tätigkeit der Trotzkisten. Ausgabe unter seinem Namen. Verlag Freie Schweiz, Zürich 1937.
- Freiheit und Diktatur. Prometheus-Verlag, Basel 1934.
- Für oder gegen die Einheitsfront. Éditions Prométhée, Strasbourg 1936.
- Schutzbundkämpfer erzählen vom Februar 1934. Verlagsgenossenschaft Ausländischer Arbeiter in der UdSSR, Moskau 1936.
- Vernichtet die Trotzkisten. Éditions Promeéthée, Strasbourg 1937.
- Die neuen Menschenrechte. Die Verfassung der Union der Sozialistischen Sowjetrepubliken. Verlag Freie Schweiz, Basel 1937.
- Die faschistische Rassentheorie. Verlag für fremdsprachige Literatur, Moskau 1943.
- Über philosophische Grundlagen der deutschen Staatsumwälzung. Oprecht, Zürich 1943.
- Adolf Hitler – der Fluch Deutschlands. Tipografija „Iskra revoljucii“ Moskau 1943.
- Heimat Österreich. Free Austrian Movement in Great Britain, London um 1944.
- The rebirth of my country. A series of broadcasts on Austria over Moscow Radio. Mit einem Vorwort von Wilhelm von Scholz. Übersetzung von S. L. Salzedo. Verlag Austrian Centre, London um 1944.
- Der österreichische Volkscharakter. Free Austrian Books/Frei-österreichische Bewegung, London/Zürich 1944
- Die Entstehung des österreichischen Volkscharakters. Verlag „Neues Österreich“, Zeitungs- u.-Verlags-Gesellschaft, Wien 1945.
- Wie stehen wir Kommunisten zur Nazifrage? Ernst Fischer antwortet auf die Nazifrage. Literaturvertriebsstelle der Kommunistischen Partei Österreichs, Bezirksorganisation Favoriten, Wien 1945.
- Das Jahr der Befreiung. Aus Reden und Aufsätzen. Stern-Verlag, Wien 1946.
- Die nationale Maske der Hitlerimperialisten. Unter dem Pseudonym Peter Wieden. Verlag der Sowjetischen Militärverwaltung, Berlín 1946.
- Österreich 1848. Probleme der demokratische Revolution in Österreich. Stern-Verlag, Wien 1946.
- Das Fanal. Der Kampf Dimitroffs gegen die Kriegsbrandstifter. Verlag „Neues Österreich“, Zeitungs- u. Verlags-Gesellschaft, Wien 1946.
- Das Jahr der Befreiung. Aus Reden und Aufsätzen. Stern-Verlag, Wien 1946.
- Franz Grillparzer. Ein großer österreichischer Dichter. Globus-Verlag, Wien 1946.
- Freiheit und Persönlichkeit. Drei Vorlesungen über Probleme der modernen Philosophie. Verlag „Neues Österreich“, Zeitungs- u. Verlags-Gesellschaft, Wien 1947.
- Regierung Figl–Schärf – wie lange noch? Stern-Verlag, Wien 1947.
- Ende der Besetzung! Unser Kampf um Staatsvertrag und Souveränität. Stern-Verlag, Wien 1948.
- Die Sowjetunion und der Frieden. Stern-Verlag, Wien 1948.
- Herz und Fahne. Gedichte. Erasmus Verlag, Wien 1949.
- Kunst und Menschheit. Essays. Globus Verlag, Wien 1949.
- Goethe, der große Humanist. Globus Verlag, Wien 1949.
- Der große Verrat. Ein politisches Drama in fünf Akten. Globus Verlag, Wien 1950.
- Starhemberg. Die Geschichte eines Betruges. Verlag Leopold Hornik, Wien 1952.
- Die Brücken von Breisgau. Eine Komödie in drei Akten. Globus Verlag, Wien 1952.
- Denn wir sind Liebende. Vierzig Sonette. Rütten & Loening, Berlín 1952.
- Dichtung und Deutung. Beiträge zur Literaturbetrachtung. Globus-Verlag, Wien 1953.
- Prinz Eugen. Ein Roman in Dialogen. Zusammen mit Louise Eisler. Mit einem Nachwort von Lion Feuchtwanger. Schönbrunn-Verlag, Wien 1955.
- Von der Notwendigkeit der Kunst. VEB Verlag der Kunst, Dresde 1959 (Fundus-Bücher  Bd. 1).
- Von Grillparzer zu Kafka. Sechs Essays. Globus-Verlag, Wien 1962. Neuauflage: Suhrkamp, Frankfurt/M. 1975, ISBN 3-518-06784-2.
- Probleme der jungen Generation. Ohnmacht oder Verantwortung. Europa Verlag, Wien 1963.
- Zeitgeist und Literatur. Gebundenheit und Freiheit der Kunst. Europa Verlag, Wien 1964.
- Kunst und Koexistenz. Beitrag zu einer modernen marxistischen Ästhetik. Rowohlt, Reinbek 1966.
- Erinnerungen und Reflexionen. Erinnerungen bis 1945. Rowohlt, Reinbek 1969.
- Was Marx wirklich sagte. Unter Mitarbeit von Franz Marek. Molden, Wien 1968.
- Was Lenin wirklich sagte. Zusammen mit Franz Marek. Molden, Wien/München 1969.
- Die Revolution ist anders. Ernst Fischer stellt sich zehn Fragen kritischer Schüler. Rowohlt, Reinbek 1971, ISBN 3-499-11458-5.
- Conferencia sobre Kafka en: Franz Kafka. Wissenschaftliche Buchgesellschaft, Darmstadt 1973, pp. 366–377.
- Das Ende einer Illusion. Erinnerungen 1945–1955. Molden, Wien 1973 (póstumo). Neuauflage: Wieser Verlag, Klagenfurt 1988.
- Werke in Einzelausgaben (Die nach Fischers Tod begonnene Werkausgabe (Hrsg. Karl Markus Gauß y Ludwig Hartinger) blieb unvollendet.)
- Kultur, Literatur, Politik. Frühe Schriften. Sendler, Frankfurt/M. 1984.
- Von der Notwendigkeit der Kunst. Sendler, Frankfurt/M. 1985.
- Ursprung und Wesen der Romantik. Sendler, Frankfurt/M. 1986.
- Lob der Phantasie. Späte Schriften zu Kultur und Kunst. Sendler, Frankfurt/M. 1986.
- Erinnerungen und Reflexionen. Sendler, Frankfurt/M. 1987.
- Das Ende einer Illusion. Erinnerungen 1945–1955. Vervuert, Frankfurt/M. 1988.
- Aufstand der Wirklichkeit, Literarische Studien und Porträts. Vervuert, Frankfurt/M. 1989.
- Von Grillparzer zu Kafka. Von Canetti zu Fried. Vervuert, Frankfurt/M. 1991.

### Conferencias
- Für Freiheit und Vernunft. Ansprache an der Wiener Universität zur Eröffnung der volkstümlichen Hochschulkurse. Verlag Waldheim-Eberle, Wien 1945.
- Erziehung zur Demokratie. Rede vor der steirischen Lehrerschaft am 27. Juni 1945. Hrsg.: Landeshauptmannschaft für Steiermark, Referat Schule und Kunst. Graz 1945.
- Nationalrat Ernst Fischer zum russischen Befehl über das deutsche Eigentum in Österreich. Rede in der Sitzung des Nationalrates am 10. Juli 1946. Globus-Verlag, Wien 1946.
- Ein klares Nein zur Vergangenheit – ein großes Ja zur demokratischen Zukunft Österreichs. Conferencia sobre nacionalsocialismo el 24 de julio de 1946. Globus-Verlag, Wien 1946.
- Die Kommunisten und die Nazifrage. Conferencia el 24 de julio de 1946. Verlag Wagner, Innsbruck 1946.
- Was wollen die österreichischen Kommunisten? Die programmatischen Leitsätze der Kommunistischen Partei Österreichs. Globus-Verlag, Wien 1946.
- Der Weg zur Souveränität Österreichs. Rede anlässlich der Festkundgebung der Kommunistischen Partei zum 1. Mai im Salzburger Festspielhaus. Kiesel, Salzburg 1946.
- Alexander Petöfi. Festvortrag gehalten am 29.Jänner 1950. Hrsg. von der österreichisch-ungarischen Vereinigung für Kultur und Wirtschaft. Globus Verlag, Wien 1950.
- Die österreichische Kulturkrise. 1951. Stern-Verlag, Wien 1951.
- Nikolaj Gogol. Festrede zu seinem 100. Todestag, gehalten am 11. März 1952. Selbstverlag der Österreichisch-Sowjetischen Gesellschaft, Wien 1952.

### Traducciones y prólogos
- Die schwarze Flamme. Poesía de Charles Baudelaire y Paul Verlaine. Traducción al alemán por Ernst Fischer. Erasmus-Verlag, Wien 1947.
- Fritz Jensen: Opfer und Sieger. Nachdichtungen. Gedichte und Berichte. Mit einem Vorwort von Ernst Fischer. Dietz, Berlín 1955.

- Datos: Q79072
- Multimedia: Ernst Fischer (1899–1972) / Q79072